# G3 Torrent
G3 Torrent là một trình khách BitTorrent có mã nguồn mở theo giấy phép MIT. Tình trạng của dự án G3 Torrent trên trang SourceForge như sau:

To create the most visually appealing as well as feature rich bittorrent based application. It aims to provide a gross amount of statistical and network data in a visually empowered format.

G3 Torrent được viết bằng ngôn ngữ lập trình Python và chạy trên hệ điều hành Windows.